# Widełka
Widełka est une localité polonaise de la gmina et du powiat de Kolbuszowa en voïvodie des Basses-Carpates.